# Arbetslivsinstitutet
Arbetslivsinstitutet (ALI) var ett svenskt nationellt forskningsinstitut och kunskapscentrum för arbetslivsfrågor. ALI bildades 1995 genom en sammanslagning av forskningsinstitutioner under dåvarande Arbetsmarknadsdepartementet. Dessa institutioner var Arbetsmiljöinstitutet, det mindre Institutet för arbetslivsforskning och delar av Arbetsmiljöfonden. ALI gav ut den vetenskapliga skriftserien Arbete och Hälsa samt tillsammans med Arbetsmarknadsstyrelsen tidskriften Arbetsmarknad & Arbetsliv.
ALI:s huvudkontoret låg i Stockholm, men verksamhet har även funnits i Solna, Malmö, Umeå, Göteborg, Norrköping, Östersund och Visby. Vid beslutet om nedläggning var cirka 420 personer anställda vid ALI, varav de flesta var forskare. Forskning bedrevs inom arbetsmarknad och arbetsrätt, arbetsorganisation, belastningsskador, arbetsmiljöteknik, "hälsoeffekter av det nya arbetslivets psykosociala problem", arbetsmedicin, allergi, påverkan på nervsystemet samt kemiska riskfaktorer och toxikologi.
Den 1 juli 2007 lades ALI ned, efter beslut i oktober 2006 av den borgerliga regeringen Reinfeldt.

## Historia
En föregångare till Arbetslivsinstitutet var Arbetslivscentrum, inrättat 1977. I bibliotekskatalogen Libris finns 324 publikationer under Arbetslivscentrum (1977–2000), 55 under Arbetslivsfonden och 1093 under Arbetslivsinstitutet. Skriftserierna Utbildning (ISSN 0347-2256) och Arbete och hälsa (ISSN 0346-7821) utgavs båda med start 1972 av Arbetarskyddsstyrelsen, Arbetsmiljöinstitutet och Arbetslivsinstitutet. Serierna omfattar 127 respektive 1122 publikationer i Libris-katalogen.

### Avvecklingen 2007
Arbetslivsinstitutet lades ned den 30 juni 2007, i enlighet med riksdagens beslut i oktober 2006 om statsbudget för 2007. Regeringen Reinfeldts avsikt var att arbetslivsforskning istället skall ske vid högskolor och universitet. I budgeten öronmärktes dock inga nya resurser för sådan forskning, utan dess omfattning blev en fråga för varje högskola. Från den 1 juli 2007 fanns Avvecklingsmyndigheten för Arbetslivsinstitutet, som till oktober 2008 avvecklade Arbetslivsinstitutet genom att bland annat fungera som arbetsgivare för den uppsagda personalen och överföra handlingar från Arbetslivsinstitutet till arkiv.
En artikel av Pelle Ehn (född 1948) och Åke Sandberg (född 1944) om "Forskning på arbetsplatsen" i När Var Hur 1978 (sid. 214-216) förutsade att "makten över forskningen kommer att bli en central fråga under 80-talet, en viktig del arbetslivets demokratisering". Som utgångspunkt hänvisas till LO-kongressen i juni 1976, där flera rapporter efterlyste en facklig forskningspolitik. Denna utveckling skedde parallellt med framtagningen av medbestämmandelagen.

### Efter avvecklingen
Tidskrifterna Arbete och hälsa samt Arbetsliv i omvandling fortlever i ny regi, i likhet med den arbetsvetenskapliga publikationsdatabasen Arbline. Tidskriften Arbetsmarknad & Arbetsliv, som tidigare gavs ut av Arbetslivsinstitutet och Arbetsmarknadsstyrelsen ges numera ut av Arbetsvetenskap vid Karlstads universitet i samarbete med Sociologi och arbetsvetenskap vid Göteborgs universitet.